# Francesco Segna
Francesco Segna (ur. 31 sierpnia 1836 w Poggio Ginolfo, zm. 4 stycznia 1911 w Rzymie) – włoski kardynał.

## Życiorys
W młodości uczęszczał do jezuickiej szkoły, a następnie wstąpił do rzymskiego seminarium duchownego, gdzie uzyskał doktorat z teologii. Rozpoczął także studia na Sapienzy, gdzie uzyskał drugi doktorat z prawa kanonicznego. 20 grudnia 1860 przyjął święcenia kapłańskie. Wkrótce potem rozpoczął pracę w Kurii Rzymskiej – pracował m.in. w Kongregacji Rozkrzewiania Wiary i Penitencjarii Apostolskiej. Był także prałatem Jego Świątobliwości i audytorem Roty Rzymskiej. 13 lipca 1891 został sekretarzem w Drugiej Sekcji Sekretariatu Stanu ds. Relacji z Państwami. 18 maja 1894 został kreowany kardynałem diakonem i otrzymał kościół tytularny S. Maria in Portico Campitelli. 4 lipca 1896 został archiwistą Tajnego Archiwum Watykańskiego, a 13 stycznia 1908 – prefektem Kongregacji Indeksu. Pełnił także funkcję protodiakona. Pochowany na Campo Verano.